# Reino de Israel
El reino de Israel, reino del norte o reino de Samaria (en hebreo: ממלכת יִשְׂרָאֵל, Mamlejet Isra'el) fue un Estado del Levante mediterráneo durante la Edad de Hierro. Tras dos décadas de ataques e invasiones por parte del Imperio asirio, Israel finalmente fue conquistada y el rey Sargón terminó exiliando una porción de sus habitantes.
Según el Tanaj (y, por ende, el Antiguo Testamento), fue el sucesor de la parte norte del reino unificado de Israel, dividido tras la muerte de Salomón, mientras la parte sur fue llamada reino de Judá. Actualmente no hay consenso sobre si Judá se desarrolló como una división del reino de Israel o de forma independiente.

## Contexto
Partes de la historia del reino de Israel se mencionan en documentos encontrados en culturas vecinas, así como en los libros de los Reyes y Crónicas. Los Libros de Samuel, junto con los libros de Josué, Jueces y Reyes, forman una historia unificada de Israel que los eruditos bíblicos llaman Historia deuteronomista. La primera edición probablemente se escribió en la corte del rey Josías de Judá (finales del siglo VII a. C.) y una segunda edición revisada durante el exilio en Babilonia (siglo VI a. C.), con revisiones adicionales en el período posterior al exilio. Por ello, la crítica bíblica examina lo escrito en estos libros desde la premisa de que los escritores pretenden glorificar el reino de Judá a expensas del reino de Israel, y crear un sesgo frente a la verdad histórica. Por esta razón, los investigadores intentan cruzar la información descrita en el Tanaj con documentos externos o hallazgos arqueológicos, y en ocasiones se encuentran con lagunas entre lo que está escrito en la Biblia y fuentes externas.

## Historia
La primera mención de Israel aparece en la Estela de Merenptah datada del 1210 a. C. Allí el faraón Merenptah se jacta del poderío de Egipto frente a sus vecinos, sin embargo, en el caso de Israel escribe; "Israel pueblo". Según The Oxford History of the Biblical World los jeroglíficos usados en "pueblo" son típicamente utilizados para significar pueblos nómadas, sin un hogar de ciudad-estado fijo, lo que implica un estado seminómada o rural para Israel en ese momento.
Según Israel Finkelstein, después de que se formara repentinamente una gran entidad política emergente basada en la meseta de Gabaón-Guibeá y fuera destruida por Sheshonq I, el Shishak bíblico, en el siglo X a. C., prevaleció un regreso a las pequeñas ciudades-estado en el Levante Sur, pero entre 950 y 900 a. C. surgió otra gran entidad política en las tierras altas del norte con su capital eventualmente en Tirsá, que puede considerarse la precursora del reino de Israel.
En los documentos del siglo IX a. C. (Estela de Tel Dan, Estela de Mesha, Obelisco Negro de Salmanasar) el reino de Israel, bajo los reyes de la Casa de Omri, era un estado poderoso, próspero y cosmopolita, que se extendía desde los límites de Aram hasta las llanuras de Moab. Su arquitectura es distintiva, orientada al control militar del territorio, y bastante lujosa. 
En el 853 a. C., durante la Batalla de Qarqar se forma una gran alianza de 11 reinos de Cilicia (Israel, Aram-Damasco, Edom, Amón,  las tribus del desierto de Siria, entre otros) contra Salmanasar III de Asiria.
Al rey Ajab de Israel se le atribuye el envío de 2.000 carros y 10.000 soldados (número controvertidos entre los especialistas) una posible explicación es que las fuerzas atribuidas a Ajab incluyeran las pertenecientes a sus aliados, como el reino de Judá, el reino de Tiro y el reino de Moab; sin embargo, estos reinos no se mencionan en ningún momento. Salmanasar vence infligiendo bajas al ejército aliado, capturando carros y caballos, pero los reyes aliados siguieron manteniendo su trono y Asiria continuó campañas expansionistas en la región. 
La Estela de Mesa fechada alrededor del 840 a. C., recuerda la exitosa rebelión de este soberano en el reino de Israel. En esta, el rey Mesa agradece a su dios Quemos, ofreciéndole los despojos de un templo local de Yahweh.
A finales del siglo IX a. C., un rey no identificado (algunos eruditos consideran que Hazael) cuenta cómo Israel había invadido su país (Aram-Damasco) en los días de su padre, y cómo el dios Hadad lo nombró rey, marchó con él contra Israel. Erigió una monumental inscripción aramea descubierta en Tel Dan después de derrotar a los reyes Joram de Israel y a un soberano de la Casa de David (identificado con el bíblico Ocozías de Judá). La Biblia indica que con la muerte de Joram, la dinastía Omrí desaparece.
Hay restos de grandes ciudades en Megido, Jasor y Gézer, con evidencias arqueológicas mostrando que sufrieron una violenta destrucción. Estas destrucciones han sido atribuidas por varios arqueólogos a las campañas del Faraón Sheshonq a ciudades de David y Salomón fechadas en el siglo X a. C. Sin embargo, otros arqueólogos han refechado los estratos de destrucción a fines del siglo IX a. C.
durante las campañas a Hazael y las ciudades a los tiempos de los reyes Omrí.

## Toponimia

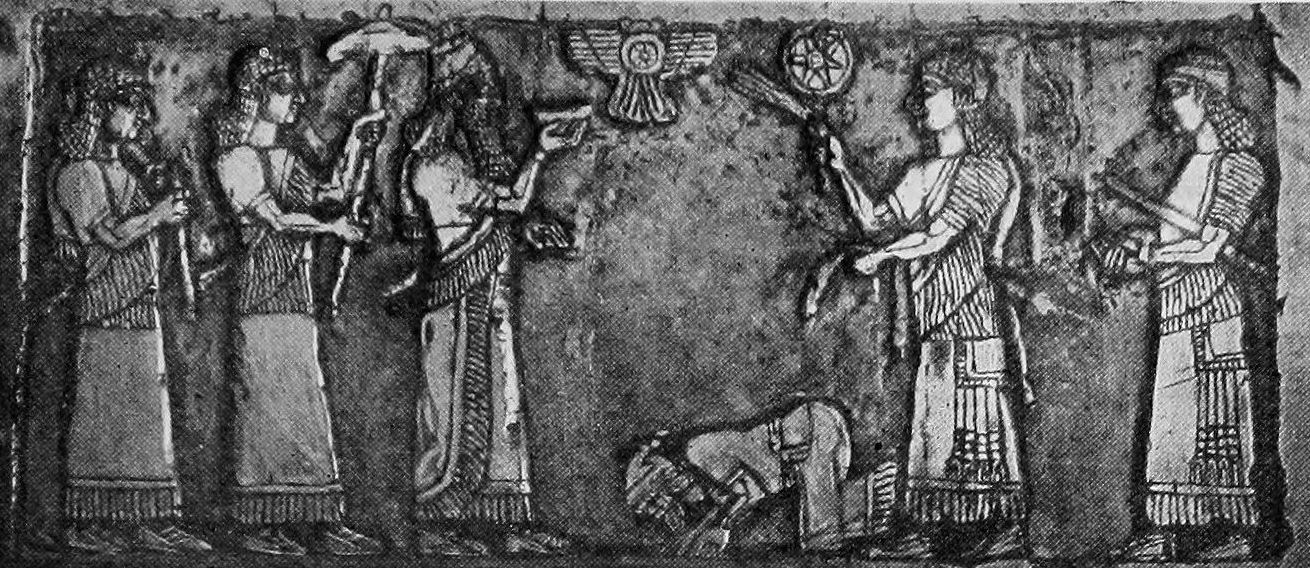
En documentos asirios Israel se identifica como "Casa de Omri"

Israel emerge en las últimas décadas del siglo XIII a. C., en el final de la Edad de bronce tardía cuando el sistema cananeo de ciudades-estado estaba terminando. El punto de adoración más temprano en Israel es un altar al aire libre en las colinas de Samaria que datan del siglo XII a. C., se trata de un toro de bronce que conmemora al dios Ēl y lugares similares donde se realizaban sacrificios, festivales, ritos y disputas legales,de hecho, la palabra "Israel" está basada en el nombre Ēl y su significado probable sería "Pueda reinar Ēl" o alguna otra oración que envolviera el nombre Ēl. Si desglosamos Israel (ישראל Y-SR-Ēl): Y (lugar), SR de la raíz SRR (שרר "gobernar, reinar, contender, tener poder, prevalecer sobre") más el sufijo Ēl. 
El Génesis 32:28 usa una forma parecida con Śaryt (שרית  sufijo de conjugación de SRR) resaltando a Jacob como una persona que tiene poder, más el sufijo Ēl (אל) como apócope de Elohim. Según este pasaje bíblico, Israel forma parte de una oración más larga.
```
Porque (
tienes poder con Ēlohim
), con los hombres y prevaleces.
[
20
]
```

Sin embargo, después de Oseas 12 se interpreta como «el que lucha con Ēlohim Yahweh».

Disputa tiene Yahweh con Judá para castigar a Jacob por sus acciones; va a darle su merecido por sus hechos. En el seno materno agarró a su hermano por el talón, y cuando creció luchó con un ángel y logró vencerlo. Luego lloró, y cuando lo encontró en Bethel (a Esaú) le rogó. Allí él habló con nosotros. Yahweh es el Elohim de los ejércitos, su nombre es Yahweh,  por lo tanto, vuelve a tu Elohim.
Oseas 12:4

En los textos judíos durante el período del Segundo Templo y más allá, así como en los textos cristianos greco-egipcios, se entendía como Is_ra_Ēl donde significa Is (aquel) ra (ראה rah 'ver') y Ēl (Dios), 'aquel que vio a Dios'. 

### En el Tanaj
En la tradición judeocristiana, el inicio y el nombre Israel son de origen divino. El Tanaj presenta dos relatos con el mismo protagonista "Jacob", nieto de Abraham. 
El primero se relata en Génesis 32 y Oseas 12; durante su viaje de regreso a Canaán, Jacob pasó la noche en la orilla de un río, luego lucha con una ángel hasta el amanecer, este ángel (otras versículos son barón, deidad, hombre, etc) le pregunta por su nombre, lo cual responde Jacob, lo que el ángel replica, "ya no te llamaras Jacob sino Israel porque has peleado con Dios y con los hombres, y has prevalecido".
La segunda se relata en Génesis 35; Elohim se le aparece a Jacob en Siquem y le dice: Levántate, sube á Bethel, y haz allí un altar al Ēl que te apareció cuando huías de tu hermano Esaú. Al llegar a Bethel con sus acompañantes, Jacob construyó un altar y llamó al lugar Ēl-Bethel. Cuando Jacob regresaba de Padan-aram, Elohim se le aparece de nuevo y le dice; "Tú te llamas Jacob, pero ya no te llamarás así, desde hoy tu nombre será Israel, yo soy Ēl  Shaddai, ten muchos hijos y descendientes, de ti saldrá una nación y muchos pueblos, y la tierra que yo he dado á Abraham y á Isaac, la daré á ti, y á tu simiente".

## Religión
Ēl fue el dios supremo de los cananeos, tanto para los asentados como para los nómadas. Ēl vivía con la diosa Astarot en una tienda en lo alto de una montaña, esta pareja formaba la cima del panteón cananeo conocido en su conjunto como Ēl-h-m vocalizado iLhm, y en el ugarítico ēLohim. El segundo escalón estaba conformado por sus hijos, los 77 u 88 hijos con Astarot.Debajo de los dioses secundarios había un escalón comparativamente menor de deidades de la industria y el comercio, y un cuarto escalafón especial para los ángeles (mensajeros de los dioses). Ēl y sus hijos componían la Asamblea celestial, y cada miembro tenía una nación humana bajo su custodia; Ēl dividió a las naciones entre sus hijos.
Ēl poseía funciones éticas y sociales; era tolerante y benigno y recibía, entre otros, los títulos de «Padre de los dioses», «Rey», «Padre de los Hombres», «Creador», «Toro», «Amable» y «Misericordioso». Pero más allá de sus diversos títulos, Ēl era el nombre especial de un dios sumamente particular y que era persistentemente distinguido de otros dioses como "el dios" (es decir, lo que en un sentido monoteísta sería Dios). Inicialmente, los israelitas veneraban y promovían a su dios principal (Yahweh), pero también rendían culto a una variedad de dioses y diosas de su herencia cananea, incluyendo a Ēl, Asherah y Baal. En cada estado, el Rey era el Sumo sacerdote de la religión nacional, y por tanto el representante en tierra de su dios principal.
El Tanaj menciona que Jeroboam (1° Rey de Israel) construyó dos lugares de culto; uno en Bethel y otro en el extremo norte de Dan, como alternativa a la Casa de Yahweh, en la entrada colocó un becerro de oro. No quería que la gente de su reino tuviera lazos religiosos con el reino de Judá, lo que provocó fuertes críticas de los partidarios de la centralización del culto en el templo de Jerusalén.

Tomó consejo el rey [Jeroboam], hizo dos becerros de oro, y dijo al pueblo: «Basta ya de subir a Jerusalén, aquí está tu elohim Israel, el que te hizo subir de la tierra de Egipto», y puso uno en Bethel, y el otro en Dan. Esto fue causa de pecado porque el pueblo iba adorar hasta Dan.
I Reyes 12

Los dos becerros de oro pudieron haber sido sustituidos por los querubines del Arca de la Alianza. Es posible que los dos becerros de oro hayan sido inspirados por el toro que representaba al dios Ēl. 
Durante una era de sincretismo religioso, se aceptó entre el pueblo israelita considerar al dios cananeo Ēl como el mismo Yahweh. De hecho, a medida que esta idea se hizo prevalente en la religión del pueblo israelita, pronto se pensó que Ēl había sido siempre la misma deidad Yahweh.
Los israelitas utilizaban el sustantivo «Ēl»  para referirse a Yahweh, dado que ese era el término con que se denominaba a Dios; por lo tanto, "Ēl" se vuelve una palabra genérica "Dios" que puede ser usado para cualquier dios, incluyendo Baal, Moloc o Yahweh. Los israelitas tomaron a Ēl como título y Yahweh como nombre propio.

Y erigió [Jacob] allí un altar y lo llamó Ēl-Elohi-Israel. «Ēl, dios de Israel»
Génesis 33:20

Me revelé a Abraham, a Isaac y a Jacob como El Shaddai, pero no me conocían por mi nombre Yahweh.
Exodo 6:3

Al principio Israel era politeísta y la adoración de Baal y Yahweh coexistió en un período temprano de la historia de Israel. En el siglo IX a. C., Israel era un reino teocrático y practicaba desde el estado la monolatría yahwista, primero rechazando la veneración de Baal, aunque con sectores fraccionados.
La disputas entre Yahweh y Baal se relatan en el Tanaj; Ajab, rey de Israel y su esposa Jezabel permitieron que en Israel funcionaran templos dedicados a Baal, por lo que entra en contradicción con el culto nacional a Yahweh, y la adoración a otros dioses que recibían respaldo legal. Esto genera una serie de conflictos con el culto monolátrico ya establecido en Israel.
Para dar por terminada la disputa, ambos bandos (el profeta Elías por Yahweh y los sacerdotes reales por Baal) ofrecieron un reto que consistía en prender la leña donde se había sacrificado un buey, el dios que invocando lograse prender el fuego sería el verdadero. Baal no logró encender el sacrificio, en tanto Yahweh envió fuego del cielo que quemó el altar de Elías hasta convertirlo en cenizas, aún a pesar de que este había sido mojado con abundante agua. Acto seguido, la audiencia siguió las instrucciones de Elías y mató a los sacerdotes de Baal, lo cual llevó a que Yahweh decidiera volver a enviar lluvia al país después de una fuerte sequía.
Sin embargo, la adoración a Baal continuó en Israel, un profeta posterior (Libro de Oseas) comenta; Yahweh sigue bendiciendo a su pueblo, pero este le es infiel dando ofrendas a Baal. Yahweh promete que esa situación pronto tendrá fin. 

En aquel tiempo, dice Yahweh, me llamarás Ishi, (esposo) y nunca más me llamarás Baali (Baal mio/Señor mio), porque quitaré de su boca los nombres de los baales, y nunca más se mencionarán sus nombres.
Oseas 2

## Narrativa bíblica

### Origen y alcance inicial
Según el relato bíblico, los hebreos constituyen los descendientes de un grupo étnico monoteísta descendiente de los patriarcas posdiluvianos Abraham, Isaac y Jacob. Las referencias bíblicas del libro del Éxodo indican que los hebreos llegaron procedentes del Antiguo Egipto a través del desierto hasta Canaán y la conquistaron. Durante unos 200 años fueron gobernados por Jueces de Israel que aparecían como caudillos temporales para liberar al pueblo de sus enemigos vecinos. Finalmente, con la entronización de Saúl quedaría el país constituido como reino. El territorio que daría lugar al Reino de Israel fue compuesto a partir de aquellos asignados a las tribus de Zabulón, Isacar, Aser, Neftalí, Dan, Manasés, Efraín, Rubén, Simeón y Gad, todos ellos descendientes de Jacob. Su vida estaba regida por la ley mosaica.
Su capital terminaría siendo Samaria, durante el reinado de Omri.

### Sinopsis cronológica
Elaborada de acuerdo al esquema histórico basado en la Biblia, con las fechas dadas por Thiele.
- 928 a. C. Rebelión de las tribus del norte contra Roboam y separación de Judá: surgen dos reinos; hasta 722 a. C., el reino de Israel es gobernado por veinte monarcas en nueve períodos dinásticos.
- 875 a. C. Acoso sirio; traslado de la capital de Tirsá a Samaria; alianza Israel-Fenicia
- 838 a. C. Israel tributario de Salmanasar III
- 782 a. C. a 753 a. C. Reinado de Jeroboam II, considerado el más importante de los reyes de Israel (reino del Norte).[47][48][49]
- 748 a. C. Israel tributario de Asiria
- 732 a. C. El reino de Israel cae en manos asirias
- 726 a. C. Salmanasar V invade el  reino de Israel y asedia la ciudad de Samaria.
- 722 a. C. Sargón II toma la ciudad de Samaria y lleva numerosos israelitas cautivos a Asiria.

### Israel dividido en dos reinos

Monarquía dividida: reino de Israel (norte) y reino de Judá (sur). Presenta los dos reinos hebreos hacia 830 a. C. Mientras que el reino de Judá comprende la región de Judea, el reino de Israel abarca las regiones de Samaria y Galilea.

Alrededor del año 930 a. C., después de la muerte del rey Salomón y a excepción de Judá y Benjamín, diez tribus de Israel (llamadas las diez tribus del norte) se negaron a aceptar a Roboam, el hijo y sucesor de Salomón, como su rey. La rebelión contra Roboam surgió después de que él se negara a aligerar la carga de los impuestos y servicios que su padre había impuesto a sus súbditos.
Jeroboam, que no era de la descendencia de David, fue enviado a Egipto por los descontentos. La tribu de Efraín, y todo Israel levantó el grito de edad, "Cada uno a sus tiendas, oh Israel". Roboam huyó a Jerusalén, y en el año 930 a. C. (a veces datado 920 a. C.), Jeroboam fue proclamado rey sobre todo Israel en Siquem. Después de la revuelta en Siquem al principio sólo la tribu de Judá permaneció fiel a la casa de David. Poco después la tribu de Benjamín se unió a Judá. El reino del norte siguió siendo llamado reino de Israel, mientras que el reino del sur fue llamado reino de Judá.
Debido a que el reino de Israel tuvo dos monarcas llamados Jeroboam, la opinión de académicos e historiadores respecto a cuál Jeroboam se refiere la inscripción del antiguo sello israelita no es del todo unánime; John Boardman y Zvi Yavetz lo ligan específicamente a Jeroboam II. Lawrence J. Mykytiuk, por otra parte, supone que el nombre Jeroboam en la inscripción del antiguo sello puede referirse a Jeroboam I.
Siquem fue la primera capital del norteño reino de Israel, que comprendía ahora solo Samaria y Galilea. Posteriormente, la capital del reino de Israel fue Tirsa. El rey Omri construyó su nueva capital en Samaria, que continuó siéndolo hasta la destrucción del reino del norte en manos de los asirios. Durante el asedio de tres años de Samaria por los asirios, Salmanasar V murió y fue sucedido por Sargón II de Asiria. Así, alrededor de 720 a. C., después de dos siglos, el reino del norte y las diez tribus que lo habitaban se perdieron para siempre.

### Profetas
- Samuel, 1050-1010 a. C.[53]
- Elías, el oponente de las prácticas religiosas bajo Acab y Jezabel, 870-852 a. C.[53]
- Eliseo, el sucesor elegido de Elías, 855-798 a. C.[53]
- Amós, 780-760 a. C.[53]
- Oseas, 760-722 a. C.[53]
- Jonas, 793-753 a. C.[53]

### Reyes

Genealogía de los reyes de Israel

Nombres de los reyes en orden cronológico:
- Saúl
- David
- Salomón
- Roboam / Jeroboam I (tras la rebelión de las tribus y la división del reino)
- Nadab
- Basá
- Elah
- Zimri
- Omri
- Acab
- Ahaziah
- Joram
- Jehu
- Joacaz
- Joás
- Jeroboam II
- Zacarías
- Sellum
- Menajem
- Pecajías
- Pecaj
- Oseas